# Ramón Rufat Llop
Ramón Rufat Llop (Maella, 28 de diciembre de 1916 - Villanueva y Geltrú, 3 de noviembre de 1993) fue un anarcosindicalista, agente de los servicios secretos republicanos y luchador antifranquista. 

## Biografía

### Activismo anarcosindicalista
Hijo de un albañil aragonés, su madre murió de la gripe de 1918 cuando tenía 20 meses. En 1926, fue enviado a seguir la educación gratuita en Calanda (Teruel). Poco antes de las elecciones de febrero de 1936, se adhiere a Juventudes Libertarias.
Al estallar la Guerra Civil, viajó a Barcelona en julio de 1936 para unirse a la Columna Durruti de milicianos de la Confederación Nacional del Trabajo (CNT) con el proyecto de liberar Zaragoza. Fue uno de los fundadores, en octubre de 1936, de "Los Hijos de la Noche" —un grupo especial que se convirtió en 1937 en el Servicio de Información Especial Periférico (SIEP) en los frentes de Aragón—, siendo uno de los 17 miembros más selectos de los servicios de inteligencia de la Segunda República Española.
Entre octubre de 1936 y diciembre de 1938, realizó más de 50 misiones de profunda penetración detrás de las líneas enemigas en Aragón y Cataluña. Recopila información haciéndose pasar por un oficial del bando sublevado, pero negándose a matar o herir a nadie. Gradualmente, constituye y anima una amplia red de agentes clandestinos, contrabandistas y exfiltraciones de militantes y familias atrapadas en la zona sublevada. Sus informaciones contribuyeron a los intentos de asesinato de Francisco Franco en Salamanca en enero de 1937 y durante el funeral de Emilio Mola en junio de 1937. En el frente de Levante, las informaciones que proporcionó al ejército republicano fueron cruciales para las Ofensivas de Zaragoza (octubre de 1936 y agosto de 1937), la Batalla de Belchite (septiembre de 1937), la Batalla de Teruel (diciembre de 1937), la Ofensiva de Aragón (marzo de 1938), y luego la Batalla del Ebro (julio de 1938).
Sabiendo que la guerra perdida desde el otoño de 1938, Rufat se negó a abandonar la lucha. Fue denunciado y capturado por las tropas franquistas cuando cruzaba el río Turia (Guadalaviar) en la Sierra de Albarracín al comienzo de la Ofensiva de Cataluña el 18 de diciembre de 1938.

### Clandestinidad y resistencia interior
El 4 de marzo de 1939, fue condenado a dos sentencias de muerte, una por "espionaje" y otra por "perversidad" debido a su actividad política. En septiembre de 1940, la Cruz Roja Belga proporcionó a España un barco de comida a cambio de una lista de 100 personas para perdonar. Rufat estaba en la parte superior de la lista y su sentencia fue cambiada a cadena perpetua. Después de pasar por varios campos de concentración como Santa Eulalia del Campo, Calatayud, Torrero, Yeserías, y simulacros de fusilamientos, Rufat consigue falsificar su expediente carcelario y salir de prisión el 10 de agosto de 1944. El mismo día, se fue directamente al Comité Nacional de la CNT, con quien había mantenido el contacto mientras estaba encarcelado. Es inmediatamente nombrado vicesecretario del Movimiento Libertario (ML), un organismo coordinador que reúne a la Confederación Nacional del Trabajo (CNT), la Federación Anarquista Ibérica (FAI) y la Federación Ibérica de Juventudes Libertarias (FIJL). 
También a cargo de la propaganda, relanzó las publicaciones clandestinas de la resistencia interna del Movimiento Libertario y la CNT, en particular Solidaridad Obrera, Fragua Social y Tierra y Libertad, que habían sido prohibidas. En julio de 1945, la CNT-ML (interior) celebra su congreso nacional en Carabaña (alrededores de Madrid) con numerosos delegados regionales y reafirma la línea de unión antifascista. Esto se refleja en su participación en la Alianza Nacional de Fuerzas Democráticas (ANFD) y la designación de Horacio Prieto y de José Expósito Leiva como representantes de la CNT en el gobierno republicano en el exilio de José Giral. Esta es la "edad de oro" de la resistencia anarquista al régimen de Franco, con una amplia difusión de la prensa clandestina en todas las regiones, las primeras huelgas importantes en 1945 en Barcelona y luego en Vizcaya, las primeras manifestaciones, y luego la reanudación de la guerrilla urbana, particularmente con ataques a bancos.
Después de la detención de Sigfrido Catalá Tineo, Rufat es elegido secretario general de la CNT. Continuó la lucha revolucionaria en la clandestinidad hasta ser arrestado al mismo tiempo que la mayoría del Noveno Comité Nacional de la CNT el 6 de octubre de 1945 en Madrid por la Brigada Político-Social franquista.

### "Toda España es una prisión"[20]
Rufat fue condenado por el consejo de guerra del 21 de marzo de 1947 a 20 años de prisión. Fue interrogado y torturado en Madrid y posteriormente encarcelado en las prisiones de Alcalá de Henares, Ocaña, y luego 11 años en El Dueso. Hasta siete comités nacionales sucesivos de la CNT estarán simultáneamente encarcelados en la prisión de Ocaña. La resistencia anarquista continúa organizándose desde el interior de las cárceles franquistas. Consiguiendo la libertad provisional en 1958, 20 años después de su arresto en 1938, escapó para comenzar una nueva vida en Francia. 

### El exilio y la protección de los refugiados
En Francia, trabajó para la Oficina de Refugiados Políticos (OFPRA) del Ministerio de Asuntos Exteriores. Participó en la creación de las revistas Polémica y Anthropos y publicó en varias otras revistas en francés y español. Al regresar a Barcelona en 1976, tras la muerte de Franco, descubrió que, según los archivos, le habían fusilado dos veces, en 1938 y 1940. Le costaría mucho lograr que las nuevas instituciones democráticas reconocieran que, a pesar de sus actividades clandestinas, todavía está vivo. Esto lo llevó a dedicar el final de su vida a escribir "La historia de los vencidos", en particular mediante una colaboración con la Biblioteca de Documentación Internacional Contemporánea (BDIC) de la Universidad de Nanterre. Muchos de sus manuscritos, textos y memorias permanecen inéditos o no traducidos, a pesar de que ganó el Primer Premio Juan García Durán en 1986.

## Obras
- La filosofía del yo y del nosotros (1958).
- En las prisiones de España (1966), 1ª edición, México.
- Entre los hijos de la noche (1986), premio Juan García Durán.
- Espions de la République (1990).
- La oposición libertaria al régimen de Franco (1993).
- En las prisiones de España (2003). Edición revisada y ampliada, Zaragoza.